# Kaule (Paffrath)
Kaule war ein Ortsteil, der im heutigen Stadtteil Paffrath der Stadt Bergisch Gladbach  im Rheinisch-Bergischen Kreis gelegen war. Er bildet mittlerweile mit Paffrath einen geschlossenen Siedlungsbereich, so dass er nicht mehr als eigenständiger Ortsteil wahrgenommen wird.

## Lage und Beschreibung
Kaule lag an der heutigen Dellbrücker Straße südlich der Schmidt-Blegge-Straße.

## Geschichte
Kaule wurde 1444 erwähnt mit dem Namen an den Kulen als Teil der Honschaft Paffrath. Unter der französischen Verwaltung zwischen 1806 und 1813 wurde das Amt Porz aufgelöst und Kaule wurde politisch der Mairie Gladbach im Kanton Bensberg zugeordnet. 1816 wandelten die Preußen die Mairie zur Bürgermeisterei Gladbach im Kreis Mülheim am Rhein. Mit der Rheinischen Städteordnung wurde Gladbach 1856 Stadt, die dann 1863 den Zusatz Bergisch bekam.
Der Ort ist auf der Preußischen Uraufnahme von 1840 als in der Kaule verzeichnet. Auf der Preußischen Neuaufnahme von 1892 eingezeichnet ohne Bezeichnung. Auf späteren Messtischblättern ist er regelmäßig als Kaule verzeichnet.
| Jahr | Einwohner | Wohn- gebäude | Kategorie | Politische / kirchliche Zugehörigkeit                       |
| ---- | --------- | ------------- | --------- | ----------------------------------------------------------- |
| 1822 | 23        |               |           | Kuhle gen. Gemeinde Paffrath                                |
| 1830 | 27        |               |           | Kuhle gen., Gemeinde Paffrath                               |
| 1845 | 25        | 4             | Hofstelle | Bürgermeisterei Gladbach, Pfarre Paffrath                   |
| 1871 | 30        | 6             | Ortschaft | Stadt Bergisch Gladbach / Bürgermeisterei Bergisch Gladbach |
| 1885 | 25        | 5             | Ortschaft | Stadt Bergisch Gladbach / Bürgermeisterei Bergisch Gladbach |